# 강소천
강소천(姜小泉, 1915년 9월 16일 ∼ 1963년 5월 6일)은 대한민국의 아동문학가, 시인, 소설가이다. 본관은 진주(晉州)이다.

## 생애
본명은 강용률(姜龍律)이고, 아명(兒名)은 강용진(姜龍津)이다. 소천(小泉)은 아호이며 함경남도 고원(高原) 출생이다.
함경남도 함흥 영생고등보통학교를 졸업하고, 청진여자고급중학·청진제일고급중학 등에서 교편생활을 하다가 월남하였다.
1930년 《아이생활》, 《신소년》 등에 동요 〈버드나무 열매〉 등을 발표하고, 《조선일보》 현상문예에 동요 〈민들레와 울아기〉가 당선되었으며, 그 뒤 〈닭〉을 비롯한 동요·동시를 발표하여 문단에 등장하였다.
1939년을 전후하여 동화와 아동소설도 쓰기 시작하여 《동아일보》에 〈돌멩이〉(1940), 〈토끼 삼형제〉, 《매일신보》에 〈전등불 이야기〉 등 많은 작품을 발표했다. 월남 후 피난지 경상남도 부산에서 독서 지도와 글짓기지도 등 아동문학의 보급을 위하여 힘쓰는 한편, 《새벗》·《어린이 다이제스트》 주간(1952년), 《아동문학》 편집위원(1962년), 한국보육대학, 이화여자대학교,  연세대학교 강사(1959년 ∼ 1963년),  한국아동문학연구회 회장(1960), 한국문인협회 이사 등을 역임했다.
1963년 문예상을 수상한 후 간경화로 사망하였다. 사후 1965년에 '소천문학상'이 제정되었다.
그의 작품 속에는 아름답고 무한한 동심의 세계와 착하고 고운 소년 소녀들의 마음이 담겨 있다. 대표작으로 〈꿈을 찍는 사진관〉(《소년세계》 1954.3), 《호박꽃 초롱》(1941, 박문서관), 《꽃신》 등이 있다.

## 인간 관계
- 1950년대 중반부터 사망할 때까지 소설가 황순원(黃順元)·소설가 겸 시인 김동리(金東里)·시인 박목월(朴木月)·시인 박두진(朴斗鎭)·시인 겸 국문학자 조지훈(趙芝薰) 등과 함께 문우(文友) 관계를 맺었다.

## 같이 보기
- 마해송
- 윤석중
- 이원수
- 황순원
- 김요섭

## 참고 자료
- maniadb